# 知春路
39°58′30″N 116°19′33″E / 39.97509°N 116.32577°E

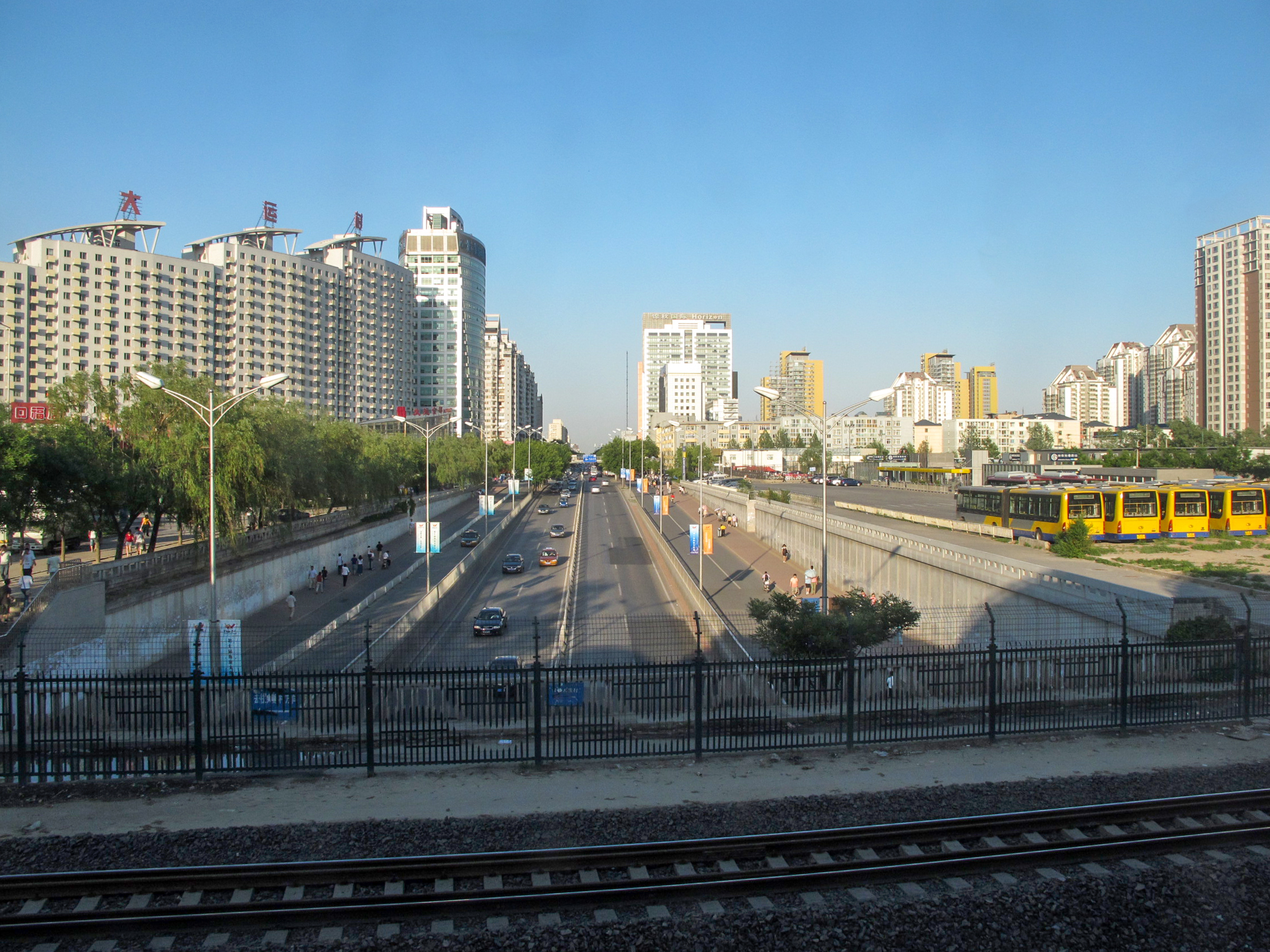
知春路下穿京包铁路及北京地铁13号线处（2010年）

知春路是一条位于北京市海淀区的道路，西起中关村大街，与海淀南路相连，东至学知桥与相连，道路下方建有地铁10号线。